# Шибанов, Игорь Георгиевич
И́горь Гео́ргиевич Шиба́нов (14 сентября 1944, Ленинград — 20 сентября 2019, Санкт-Петербург) — советский и российский актёр театра и кино. Народный артист Российской Федерации (1994).

## Биография
Родился 14 сентября 1944 года в Ленинграде. В 1967 году окончил ЛГИТМиК (курс З. Я. Корогодского).
В 1964 году, ещё в период учёбы, был принят в труппу Ленинградского (Санкт-Петербургского) ТЮЗа имени А. А. Брянцева.
Умер 20 сентября 2019 года в Санкт-Петербурге. Последний выход артиста на сцену состоялся в день его 75-летия, 14 сентября 2019 года — в роли Кучумова в спектакле «Бешеные деньги». В этой же роли артист собирался выйти на сцену 21 сентября в Краснодаре в рамках проекта «Большие гастроли», но 20 сентября, через шесть дней после 75-летия Игоря Шибанова, его сердце остановилось.
Похоронен в одной могиле с отцом и братом на Кладбище Памяти жертв 9-го января (участок № 54).

## Роли в театре
- Аркаша («Трень-брень» Р. Погодин)
- Витька Парамонов («500 000 022-й» Р. Погодина)
- «Наш цирк»
- Володя, молодой учёный. Первый Буратино («Радуга зимой» М. Рощина)
- Калимер («Джельсомино в стране лжецов» по сказке Дж. Родари)
- «Наш только наш»
- Артём Максимович — комиссар («Гибель эскадры» А. Корнейчука)
- Тараканище («Наш Чуковский» по сказкам К. Чуковского)
- Озрик («Гамлет» У. Шекспира")
- «Открытый урок»
- Лори Лен («Месс-Менд» М. Щагинян)
- Чугунов Виталий Сергеевич («Работа над ошибками» Ю. Поляков)
- Шуйский («Борис Годунов» А. Пушкина)
- Дромио («Комедия ошибок» У. Шекспира)
- Повар («Мамаша Кураж и её дети» Б. Брехта)
- Набойкин («Тени» М. Е. Салтыкова-Щедрина)
- Рисположенский («Свои люди — сочтёмся» А. Островского)
- Шишок («Не уходи никогда» А. Александрова)
- Камергер («Ундина» Ж. Жироду)
- Лобода («Васька» С. Антонова и О. Данилова)
- Царь («Конёк-Горбунок» П. Ершова)
- Кот Базилио («Золотой ключик» А. Толстого)
- Бильбо («Баллада о славном Бильбо Бэггинсе» Д. Толкиена)
- Король Анри XXX («Бонжур, месье Перро!» Н. Слепаковой)
- Господин Пепперминт («Неделя, полная суббот» П. Маара)
- Муромский («Покойный бес» Н. Скороход)
- Матье («Самая-самая» К. Розанова)
- Эльдвин («Тяжелая трава» Л.-Э. Бросснера, Т. фон Бремсена)
- Доктор Чилтон («Поллианна» Ю. Лоттина)
- Орловский («Леший» А. Чехова)
- Миронов («Капитанская дочка» по А. Пушкину)
- Тартюф («Тартюф» Мольера)
- Джон Трелони («Остров сокровищ» Р. Стивенсон)
- Калеб Пламмер («Сверчок за очагом» по сказке Чарльза Диккенса)
- Павел Петрович («Отцы и дети» по роману И. Тургенева)
- Месье Ратинуа («Пыль в глаза» Э. Лабиша)
- Персонажи из воспоминаний («Обещание на рассвете» Р. Гари)
- Граф Глостер («Король Лир» У. Шекспира)
- Мишка («Денискины рассказы» В. Драгунского)
- Лепорелло («Маленькие трагедии» А. Пушкин)
- Беранже («Носороги» Э. Ионеско)

## Фильмография
- 1973 — Солёный пёс — отец мальчика
- 1994 — Замок — Брунсвик
- 1995 — Прибытие поезда — кондуктор
- 1997 — Брат — Николай, сотрудник милиции, одноклассник Сергея Платоновича Багрова
- 1997 — Упырь — уголовник
- 1998 — Про уродов и людей — Радлов
- 1999 — Улицы разбитых фонарей — эксперт Александр Калинин
- 2000 — Империя под ударом — редактор
- 2000 — Четырнадцать цветов радуги — разводчик моста
- 2001 — Агент национальной безопасности — антиквар (3 сезон, серия «Падишах»)
- 2001 — Агентство НЛС — Петр Смирнов
- 2002 — Агентство Золотая пуля — Фонарский
- 2002 — Дневник убийцы — Фомин
- 2002 — Крот 2 — Цапфик
- 2003 — Бандитский Петербург. Фильм 5. Опер — Моисеич
- 2003 — Бедный, бедный Павел — Иван Кутайсов
- 2003 — Тайны следствия 3 — Нестор
- 2004 — Женская логика 4 — муж Зубковой
- 2004 — Новые приключения Ниро Вульфа и Арчи Гудвина
- 2004 — Опера. Хроники убойного отдела — эксперт Александр Калинин
- 2005 — Господа присяжные — Варшавчик
- 2005 — Космос как предчувствие — Эфим
- 2005 — Фаворский — юрист
- 2006 — Расписание судеб — дядя Веня
- 2007 — Опера 3. Хроники убойного отдела
- 2007 — Пером и шпагой — Кондоиди
- 2008 — Васильевский остров — Семён
- 2009 — Вербное воскресенье — повар
- 2009 — Дорожный патруль — Игорь
- 2012 — Наружное наблюдение — Беляев

## Дубляж
- 1991 — Красавица и Чудовище — Когсворт[4] (дубляж кинокомпании «Нева-1» по заказу компании «Disney Character Voices International», 2002 г.)
- 1994 — Король Лев — Рафики[4] (дубляж кинокомпании «Нева-1» по заказу компании «Disney Character Voices International», 2002 г.)

## Озвучивание
- 2003 — Бандитский Петербург. Фильм 4. Арестант — Антибиотик (роль Льва Борисова)
- 2003 — Бандитский Петербург. Фильм 5. Опер — вор «Косарь» (роль Евгения Меркурьева)
- 2003 — Бандитский Петербург. Фильм 6. Журналист — Антибиотик (роль Льва Борисова)
- 2003 — Карлик Нос — Урбан
- 2010 — Три богатыря и Шамаханская царица — боярин Антипка

## Документальные фильмы
- 2009 — Ленинградские истории

## Награды и премии
- Заслуженный артист РСФСР (28 марта 1978) — за заслуги в области искусства.
- Народный артист Российской Федерации (1 декабря 1994) — за большие заслуги в области искусства[5].
- Орден Дружбы (5 июня 2003) — за многолетнюю плодотворную деятельность в области культуры и искусства[6].
- Почётный диплом Законодательного собрания Санкт-Петербурга (6 октября 2004) — за выдающийся вклад в развитие культуры и искусства в Санкт-Петербурге, многолетнюю творческую деятельность и в связи с 60-летием со дня рождения[7].
- Благодарность Законодательного Собрания Санкт-Петербурга (20 февраля 2002) — за существенный вклад в развитие театрального искусства и в связи с 80-летием со дня основания[8].